# Férfi egyéni műkorcsolya a 2002. évi téli olimpiai játékokon
A 2002. évi téli olimpiai játékokon a műkorcsolya férfi egyéni versenyszámának rövid programját február 12-én, a kűrt február 14-én rendezték. Az aranyérmet az orosz Alekszej Jagugyin nyerte. A Magyarországot képviselő Tóth Zoltán a 25. helyen végzett.

## Eredmények
Az egyes szakaszokban (rövid program, kűr) kilenc bíró pontozta a versenyzőket. A pontok alapján a bírók mindegyikénél külön-külön kialakult egy sorrend az egyes szakaszokra vonatkozóan és ez egy helyezési pontszámot is jelentett. Az egyes szakaszok eredménye a következő kritériumok alapján alakult ki:
1. „Többségi helyezések száma”. Az a versenyző végzett előrébb, akit a bírók többsége előrébb rangsorolt. A bírók többsége azt jelentette, hogy a legjobb 5 helyezést adó bíró helyezési pontszámait vették figyelembe, de ha az 5. bíró helyezésével még volt azonos helyezés, akkor az(oka)t is figyelembe vették. Ezt az adatot tartalmazza az oszlop. (Pl. a „6×3+” azt jelenti, hogy a versenyző 6 bírónál az első 3 hely valamelyikén végzett.)
2. „Többségi helyezések összege” (a figyelembe vett bírók helyezési pontszámainak összege)
3. „Helyezések összege” (az összes bíró helyezési pontszámainak összege)

A versenyszám végeredményét az összesített helyezési pontszám határozta meg, amely az alábbiak összegéből állt:
- A rövid program helyezési pontszámának 0,5-szerese (az összesítés 33,3%-a),
- A kűr helyezési pontszámának 1-szerese (az összesítés 66,7%-a).

Az alacsonyabb helyezési pontszámmal rendelkező versenyző végzett előrébb. Egyenlő helyezési pontszám esetén a kűrben elért jobb helyezés döntött.

### Rövid program
Az első 24 helyen végzett versenyző vehetett részt a kűrben.
A rövidítés jelentése a következő:
- Q: továbbjutás a kűrbe, helyezés alapján

| Hely. | Versenyző             | Nemzet                 | Többségi helyezések száma | Többségi helyezések összege | Helyezések összege | Pont  | Helyezési pontszám | Mj. |
| ----- | --------------------- | ---------------------- | ------------------------- | --------------------------- | ------------------ | ----- | ------------------ | --- |
| 1.    | Alekszej Jagugyin     | Oroszország (RUS)      | 9×1+                      | 9                           | 9                  | 104,8 | 0,5                | Q   |
| 2.    | Honda Takesi          | Japán (JPN)            | 5×2+                      | 10                          | 23                 | 101,8 | 1,0                | Q   |
| 3.    | Timothy Goebel        | Egyesült Államok (USA) | 6×3+                      | 14                          | 27                 | 101,2 | 1,5                | Q   |
| 4.    | Jevgenyij Pljuscsenko | Oroszország (RUS)      | 9×5+                      | 38                          | 38                 | 100,7 | 2,0                | Q   |
| 5.    | Alekszandr Abt        | Oroszország (RUS)      | 5×5+                      | 20                          | 45                 | 99,8  | 2,5                | Q   |
| 6.    | Li Cseng-csiang       | Kína (CHN)             | 7×6+                      | 36                          | 51                 | 98,7  | 3,0                | Q   |
| 7.    | Elvis Stojko          | Kanada (CAN)           | 5×7+                      | 33                          | 68                 | 97,1  | 3,5                | Q   |
| 8.    | Michael Weiss         | Egyesült Államok (USA) | 5×8+                      | 37                          | 76                 | 96,1  | 4,0                | Q   |
| 9.    | Todd Eldredge         | Egyesült Államok (USA) | 5×9+                      | 42                          | 85                 | 94,8  | 4,5                | Q   |
| 10.   | Anthony Liu           | Ausztrália (AUS)       | 5×10+                     | 41                          | 88                 | 94,3  | 5,0                | Q   |
| 11.   | Frédéric Dambier      | Franciaország (FRA)    | 5×11+                     | 51                          | 102                | 92,8  | 5,5                | Q   |
| 12.   | Ivan Dinev            | Bulgária (BUL)         | 6×13+                     | 68                          | 119                | 90,6  | 6,0                | Q   |
| 13.   | Kevin Van der Perren  | Belgium (BEL)          | 6×13+                     | 66                          | 110                | 91,5  | 6,5                | Q   |
| 14.   | Li Yunfei             | Kína (CHN)             | 6×14+                     | 82                          | 133                | 89,1  | 7,0                | Q   |
| 15.   | Szjarhej Davidav      | Fehéroroszország (BLR) | 5×15+                     | 68                          | 134                | 88,7  | 7,5                | Q   |
| 16.   | Stéphane Lambiel      | Svájc (SUI)            | 5×16+                     | 73                          | 148                | 86,7  | 8,0                | Q   |
| 17.   | Brian Joubert         | Franciaország (FRA)    | 6×17+                     | 91                          | 146                | 87,2  | 8,5                | Q   |
| 18.   | Vahtang Murvanidze    | Grúzia (GEO)           | 5×19+                     | 90                          | 177                | 83,1  | 9,0                | Q   |
| 19.   | Csang Min             | Kína (CHN)             | 5×20+                     | 88                          | 175                | 83,9  | 9,5                | Q   |
| 20.   | Roman Skornyakov      | Üzbegisztán (UZB)      | 5×21+                     | 93                          | 186                | 82,6  | 10,0               | Q   |
| 21.   | Dmitro Dmitrenko      | Ukrajna (UKR)          | 5×21+                     | 93                          | 188                | 82,7  | 10,5               | Q   |
| 22.   | Sergey Rylov          | Azerbajdzsán (AZE)     | 5×22+                     | 101                         | 200                | 81,0  | 11,0               | Q   |
| 23.   | Gheorghe Chiper       | Románia (ROU)          | 7×23+                     | 151                         | 203                | 80,1  | 11,5               | Q   |
| 24.   | Takeucsi Joszuke      | Japán (JPN)            | 7×24+                     | 153                         | 205                | 80,3  | 12,0               | Q   |
| 25.   | Tóth Zoltán           | Magyarország (HUN)     | 5×25+                     | 106                         | 211                | 79,5  | 12,5               |     |
| 26.   | Angelo Dolfini        | Olaszország (ITA)      | 5×24+                     | 112                         | 215                | 79,1  | 13,0               |     |
| 27.   | Margus Hernits        | Észtország (EST)       | 9×27+                     | 236                         | 236                | 76,6  | 13,5               |     |
| 28.   | I Kjuhjon             | Dél-Korea (KOR)        | 9×28+                     | 252                         | 252                | 68,0  | 14,0               |     |

### Kűr
| Hely. | Versenyző             | Nemzet                 | Többségi helyezések száma | Többségi helyezések összege | Helyezések összege | Pont  | Helyezési pontszám |
| ----- | --------------------- | ---------------------- | ------------------------- | --------------------------- | ------------------ | ----- | ------------------ |
| 1.    | Alekszej Jagugyin     | Oroszország (RUS)      | 9×1+                      | 9                           | 9                  | 106,6 | 1,0                |
| 2.    | Jevgenyij Pljuscsenko | Oroszország (RUS)      | 9×2+                      | 18                          | 18                 | 104,5 | 2,0                |
| 3.    | Timothy Goebel        | Egyesült Államok (USA) | 7×3+                      | 21                          | 30                 | 102,5 | 3,0                |
| 4.    | Honda Takesi          | Japán (JPN)            | 8×4+                      | 31                          | 37                 | 101,5 | 4,0                |
| 5.    | Alekszandr Abt        | Oroszország (RUS)      | 6×6+                      | 30                          | 55                 | 99,9  | 5,0                |
| 6.    | Todd Eldredge         | Egyesült Államok (USA) | 5×6+                      | 26                          | 55                 | 99,7  | 6,0                |
| 7.    | Michael Weiss         | Egyesült Államok (USA) | 5×6+                      | 27                          | 58                 | 99,4  | 7,0                |
| 8.    | Elvis Stojko          | Kanada (CAN)           | 6×7+                      | 40                          | 64                 | 98,7  | 8,0                |
| 9.    | Li Cseng-csiang       | Kína (CHN)             | 6×9+                      | 54                          | 87                 | 95,7  | 9,0                |
| 10.   | Anthony Liu           | Ausztrália (AUS)       | 6×11+                     | 60                          | 102                | 93,5  | 10,0               |
| 11.   | Frédéric Dambier      | Franciaország (FRA)    | 5×11+                     | 53                          | 104                | 92,9  | 11,0               |
| 12.   | Brian Joubert         | Franciaország (FRA)    | 6×13+                     | 66                          | 110                | 92,5  | 12,0               |
| 13.   | Kevin Van der Perren  | Belgium (BEL)          | 5×12+                     | 54                          | 108                | 92,9  | 13,0               |
| 14.   | Ivan Dinev            | Bulgária (BUL)         | 5×11+                     | 51                          | 113                | 92,1  | 14,0               |
| 15.   | Csang Min             | Kína (CHN)             | 5×14+                     | 63                          | 129                | 90,9  | 15,0               |
| 16.   | Stéphane Lambiel      | Svájc (SUI)            | 6×16+                     | 82                          | 135                | 89,1  | 16,0               |
| 17.   | Vahtang Murvanidze    | Grúzia (GEO)           | 8×18+                     | 129                         | 148                | 86,6  | 17,0               |
| 18.   | Dmitro Dmitrenko      | Ukrajna (UKR)          | 5×17+                     | 74                          | 151                | 85,9  | 18,0               |
| 19.   | Roman Skornyakov      | Üzbegisztán (UZB)      | 5×18+                     | 78                          | 155                | 85,6  | 19,0               |
| 20.   | Takeucsi Joszuke      | Japán (JPN)            | 6×20+                     | 109                         | 172                | 83,1  | 20,0               |
| 21.   | Gheorghe Chiper       | Románia (ROU)          | 5×20+                     | 88                          | 174                | 81,9  | 21,0               |
| 22.   | Sergey Rylov          | Azerbajdzsán (AZE)     | 5×22+                     | 98                          | 192                | 74,1  | 22,0               |
| 23.   | Li Yunfei             | Kína (CHN)             | 7×23+                     | 144                         | 192                | 75,8  | 23,0               |
| 24.   | Szjarhej Davidav      | Fehéroroszország (BLR) | 5×23+                     | 100                         | 196                | 74,0  | 24,0               |

### Végeredmény
| Helyezés | Versenyző             | Nemzet                 | Helyezési pontszámok | Helyezési pontszámok | Helyezési pontszámok |
| Helyezés | Versenyző             | Nemzet                 | Rövid program        | Kűr                  | Összesen             |
| -------- | --------------------- | ---------------------- | -------------------- | -------------------- | -------------------- |
| Arany    | Alekszej Jagugyin     | Oroszország (RUS)      | 0,5                  | 1,0                  | 1,5                  |
| Ezüst    | Jevgenyij Pljuscsenko | Oroszország (RUS)      | 2,0                  | 2,0                  | 4,0                  |
| Bronz    | Timothy Goebel        | Egyesült Államok (USA) | 1,5                  | 3,0                  | 4,5                  |
| 4.       | Honda Takesi          | Japán (JPN)            | 1,0                  | 4,0                  | 5,0                  |
| 5.       | Alekszandr Abt        | Oroszország (RUS)      | 2,5                  | 5,0                  | 7,5                  |
| 6.       | Todd Eldredge         | Egyesült Államok (USA) | 4,5                  | 6,0                  | 10,5                 |
| 7.       | Michael Weiss         | Egyesült Államok (USA) | 4,0                  | 7,0                  | 11,0                 |
| 8.       | Elvis Stojko          | Kanada (CAN)           | 3,5                  | 8,0                  | 11,5                 |
| 9.       | Li Cseng-csiang       | Kína (CHN)             | 3,0                  | 9,0                  | 12,0                 |
| 10.      | Anthony Liu           | Ausztrália (AUS)       | 5,0                  | 10,0                 | 15,0                 |
| 11.      | Frédéric Dambier      | Franciaország (FRA)    | 5,5                  | 11,0                 | 16,5                 |
| 12.      | Kevin Van der Perren  | Belgium (BEL)          | 6,5                  | 13,0                 | 19,5                 |
| 13.      | Ivan Dinev            | Bulgária (BUL)         | 6,0                  | 14,0                 | 20,0                 |
| 14.      | Brian Joubert         | Franciaország (FRA)    | 8,5                  | 12,0                 | 20,5                 |
| 15.      | Stéphane Lambiel      | Svájc (SUI)            | 8,0                  | 16,0                 | 24,0                 |
| 16.      | Csang Min             | Kína (CHN)             | 9,5                  | 15,0                 | 24,5                 |
| 17.      | Vahtang Murvanidze    | Grúzia (GEO)           | 9,0                  | 17,0                 | 26,0                 |
| 18.      | Dmitro Dmitrenko      | Ukrajna (UKR)          | 10,5                 | 18,0                 | 28,5                 |
| 19.      | Roman Skornyakov      | Üzbegisztán (UZB)      | 10,0                 | 19,0                 | 29,0                 |
| 20.      | Li Yunfei             | Kína (CHN)             | 7,0                  | 23,0                 | 30,0                 |
| 21.      | Szjarhej Davidav      | Fehéroroszország (BLR) | 7,5                  | 24,0                 | 31,5                 |
| 22.      | Takeucsi Joszuke      | Japán (JPN)            | 12,0                 | 20,0                 | 32,0                 |
| 23.      | Gheorghe Chiper       | Románia (ROU)          | 11,5                 | 21,0                 | 32,5                 |
| 24.      | Sergey Rylov          | Azerbajdzsán (AZE)     | 11,0                 | 22,0                 | 33,0                 |
| 25.      | Tóth Zoltán           | Magyarország (HUN)     | 12,5                 | kiesett              | –                    |
| 26.      | Angelo Dolfini        | Olaszország (ITA)      | 13,0                 | kiesett              | –                    |
| 27.      | Margus Hernits        | Észtország (EST)       | 13,5                 | kiesett              | –                    |
| 28.      | I Kjuhjon             | Dél-Korea (KOR)        | 14,0                 | kiesett              | –                    |